# Sozj
Sozj (ryska, belarusiska och ukrainska: Сож) är en 648 kilometer lång flod i Belarus, Ryssland och Ukraina. Floden är biflod till Dnepr. 
Sozj har sin källa i Ryssland, 8 km söder om Smolensk, och fortsätter in i Belarus och rinner även in i Ukraina strax innan dess utlopp i Dnepr.